# Je passe à la télé
Je passe à la télé est une émission de télévision française quotidienne diffusée du 4 décembre 1995 et 30 août 1998 sur France 3. L'émission est présentée par Georges Beller et Valérie Mairesse, puis par Christophe Bourseiller, et le duo Gérard Vivès et Laëtitia Nallet du 20 janvier 1998 au 30 août 1998.

## Principe
L'émission consiste à inviter des candidats qui viennent défendre un sujet, interpréter un titre...
Ils disposent de cinq minutes pour essayer de prouver leur talent au public, qui au moyen d'un dispositif de mesure de son indice de satisfaction peut éliminer le candidat.

## Animateurs
- Georges Beller et Valérie Mairesse : du 4 décembre 1995 au 17 juin 1997[réf. nécessaire]
- Christophe Bourseiller  : du 15 septembre 1997 au 2 mars 1998[6]
- Gérard Vivès et Laëtitia Nallet : du 3 mars 1998 au 30 août 1998[réf. nécessaire]

## Déclinaisons

### Ce soir on passe à la télé
Une déclinaison de première partie de soirée est proposée plusieurs fois en 1997 et 1998 :
- le 17 juin 1997 présenté par Georges Beller et Valérie Mairesse
- le 30 septembre 1997 présenté par Georges Beller et Indra[8]
- le 16 décembre 1997 présenté par Georges Beller et Indra
- le 7 avril 1998 présenté par Georges Beller et Indra
- le 2 juin 1998 présenté par Georges Beller et Indra

### Les meilleurs passent à la télé
Un an après l'arrêt de l'émission, une version spéciale en prime time présentée par Georges Beller est proposée le 6 avril 1999 et le 12 octobre 1999. 